# Exequiel Lavandero
Exequiel Lavandero Pascal (Santiago, 4 de marzo de 1947) es un actor chileno de vasta trayectoria en teatro y televisión.

## Primeros años de vida
Sus padres fueron el exparlamentario Jorge Lavandero Eyzaguirre y Marta Virginia Pascal García-Huidobro. Su medio hermano es el destituido exsenador Jorge Lavandero. Tiene una media hermana por parte de su madre.

## Trayectoria artística
Se hizo mayormente conocido en la década de los 80 por su participación en teleseries tanto de TVN como de Canal 13, aunque también son recordadas sus participaciones en sketches humorísticos del recordado programa Sábado Gigante (principalmente en "Los Eguiguren" y "Departamento de Solteros". En 1982 recibió el Gran Premio Vea TV por su popularidad en La gran mentira. 
Desde mediados de los años 90, Lavandero se estableció en México (luego de haber participado en la teleserie de 1996 coproducida por Mega y Televisa, Para Toda la Vida, remake de la teleserie La Madrastra escrita por Arturo Moya Grau, junto a los actores chilenos Rodrigo Bastidas y Araceli Vitta, donde hasta el día de hoy sigue desempeñándose como actor y dramaturgo, destacando principalmente en teatro.

## Filmografía
| Teleseries | Teleseries                 | Teleseries                             | Teleseries             | Teleseries |
| Año        | Teleserie                  | Rol                                    | Canal                  |            |
| ---------- | -------------------------- | -------------------------------------- | ---------------------- | ---------- |
| 1981       | Amelia                     | Manuel Rodríguez Erdoíza               | TVN                    |            |
| 1982       | La gran mentira            | Humberto Echaurren                     | TVN                    |            |
| 1983       | El juego de la vida        | Claudio López                          | TVN                    |            |
| 1983       | Las Herederas              | Humberto                               | Canal 13               |            |
| 1984       | Andrea, justicia de mujer  | Pedro                                  | Canal 13               |            |
| 1985       | La dama del balcón         | Cristián Ariztía                       | TVN                    |            |
| 1986       | La Quintrala               | Alonso Campofrío de Carvajal y Riveros | TVN                    |            |
| 1986       | Ángel Malo                 | Fernando                               | Canal 13               |            |
| 1987       | La Última Cruz             | Amador Zazar                           | Canal 13               |            |
| 1990       | Crónica de un hombre santo | Dr. Benavente                          | Canal 13               |            |
| 1991       | Ellas por ellas            | Martín Galvez                          | Canal 13               |            |
| 1995       | Amor a domicilio           | Evans                                  | Canal 13               |            |
| 1996       | Para toda la vida          | Fernando Valdemoros                    | Canal de las Estrellas |            |

### Otras participaciones
- Teatro en Canal 13 (Canal 13, 1995)
- Vecinos Puertas Adentro (Canal 13, 1996)